# 拉爾斯·阿達克圖森
拉爾斯·戈蘭·彼得·阿達克圖森（瑞典語：Lars Göran Peter Adaktusson，1955年8月6日—）是一名瑞典基督教民主黨的政治人物。他在2018年的大選中當選為瑞典國會議員。在此之前，他是歐洲議會議員（MEP）。

## 早期生活
阿達克圖森在公共廣播瑞典電視台（SVT）工作多年，曾在夜間新聞節目《Aktuellt》中擔任記者和新聞主播，此外還曾在維也納、華盛頓哥倫比亞特區及安曼等地擔任駐外記者。

## 歐洲議會議員
阿達克圖森在2014年瑞典歐洲議會選舉中當選為歐洲議會議員。此後，他一直在外交事務委員會（AFET）和人權小組委員會（DROI）任職。他也擔任議會與阿富汗關係代表團的副主席。
2016年2月，阿達克圖森提出一項決議，承認伊斯蘭國武裝組織（ISIS）在中東地區對宗教少數群體的系統性殺戮與迫害是一種種族滅絕行為，歐洲議會一致通過了這項決議。